# Mark Kiely
Mark Kiely (Providence (Rhode Island), 16 januari 1963) is een Amerikaans acteur. 

## Privé
Kiely is getrouwd en heeft hieruit drie kinderen, en woont met zijn gezin aan de oostkust van de Verenigde Staten.

## Carrière
Kiely heeft vele rollen gespeeld in (bekende) televisieseries zoals 24, CSI: Crime Scene Investigation, CSI: NY, CSI: Miami en hij is het bekendst van Beverly Hills 90210 als Gil Meyers van 1992 t/m 1995.
Hij is een van de weinige acteurs die een bijrol heeft gehad in alle drie versies van CSI (Las Vegas, New York en Miami).

## Filmografie

### Films
Uitgezonderd korte films.
- 2014 - The Judge - als Mark Blackwell
- 2012 - Cheesecake Casserole - als Eric 'D'
- 2008 – 24: Redemption als Edwar Vossler
- 2006 – Pennies als vader
- 2006 – Islander als Jimmy
- 2005 – Johnny Virus als Johnny Virus
- 2004 – Jumbo Girl als Dragan
- 2003 – Bruce Almighty als Fred Donohue
- 2003 – Rain als luitenant Crawford
- 2001 – James Dean als soldaat
- 2000 – Daybreak als Griffin
- 2000 – Falcon Down als Roger de Rat
- 1999 – Swallows als Eddie
- 1999 – Primal Force als Scott Davis
- 1998 – Gods and Monsters als Dwight
- 1997 – The Edge als Mechanic
- 1997 – A Nightmare Come True als rechercheur Peter Henrickson
- 1996 – Once You Meet a Stranger als Barman
- 1996 – Full Circle als Yael McBee
- 1996 – Decaf als ??
- 1995 – Undercover Heat als Jefferson
- 1994 – Tears and Laughter: The Joan and Melissa Rivers Story als portier
- 1994 – Leprechaun 2 als talentenjager

### Televisieseries
Uitgezonderd eenmalige gastrollen.
- 2009 – 24 als Edward Vossler – 4 afl.
- 2003 – American Dreams als kolonel Shaw – 2 afl.
- 2003 – The Guardian als Clay Simms – 3 afl.
- 1996 – 2003 – JAG als luitenant Lamm – 2 afl.
- 2001 – The Fugitive als Eddie Miles – 2 afl.
- 2000 – City of Angels als Elliot – 2 afl.
- 1997 – 1998 – Brooklyn South als officier Kevin Patrick – 5 afl.
- 1997 – Sliders als dr. Stephen Jensen – 2 afl.
- 1997 – Diagnosis Murder als dr. Eric Spindler – 2 afl.
- 1996 – 1997 – NYPD Blue als officier Litvan – 2 afl.
- 1996 – Lois & Clark: The New Adventures of Superman als Ching – 2 afl.
- 1992 – 1995 – Beverly Hills, 90210 als Gil Meyers – 13 afl.